# Крістіна Ортлі
Крістіна Ортлі (нім. Christina Oertli; нар. 10 вересня 1974) — німецька борчиня вільного стилю, бронзова призерка чемпіонату Європи.

## Життєпис
Боротьбою почала займатися з 1990 року.
Наприкінці спортивної кар'єри намагалась кваліфікуватись на Олімпійські ігри 2004 року, до дисциплін яких була вперше включена жіноча боротьба, але безуспішно.
Виступала за борцівський клуб «SV Siegfried» Гальбергмос. Тренер — Сонні Девідссон.

## Спортивні результати на міжнародних змаганнях

### Виступи на Чемпіонатах світу
| Змагання                        | Збірна    | Вагова категорія          | Місце |
| ------------------------------- | --------- | ------------------------- | ----- |
| Чемпіонат світу з боротьби 1997 | Німеччина | жіноча боротьба, до 56 кг | 7     |
| Чемпіонат світу з боротьби 1998 | Німеччина | жіноча боротьба, до 56 кг | 11    |
| Чемпіонат світу з боротьби 2002 | Німеччина | жіноча боротьба, до 59 кг | 5     |

### Виступи на Чемпіонатах Європи
| Змагання                         | Збірна    | Вагова категорія          | Місце  |
| -------------------------------- | --------- | ------------------------- | ------ |
| Чемпіонат Європи з боротьби 1997 | Німеччина | жіноча боротьба, до 56 кг | 5      |
| Чемпіонат Європи з боротьби 1999 | Німеччина | жіноча боротьба, до 56 кг | 6      |
| Чемпіонат Європи з боротьби 2000 | Німеччина | жіноча боротьба, до 56 кг | 6      |
| Чемпіонат Європи з боротьби 2001 | Німеччина | жіноча боротьба, до 56 кг | 5      |
| Чемпіонат Європи з боротьби 2002 | Німеччина | жіноча боротьба, до 59 кг | Бронза |
| Чемпіонат Європи з боротьби 2003 | Німеччина | жіноча боротьба, до 55 кг | 4      |

### Виступи на Кубках світу
| Змагання                    | Збірна    | Вагова категорія          | Місце |
| --------------------------- | --------- | ------------------------- | ----- |
| Кубок світу з боротьби 2003 | Німеччина | жіноча боротьба, до 55 кг | 7     |

### Виступи на інших змаганнях
| Змагання                                                     | Збірна    | Вагова категорія          | Місце  |
| ------------------------------------------------------------ | --------- | ------------------------- | ------ |
| Austrian Ladies Open 2000                                    | Німеччина | жіноча боротьба, до 62 кг | 6      |
| Гран-прі Німеччини з боротьби 2002                           | Німеччина | жіноча боротьба, до 59 кг | Срібло |
| Гран-прі Німеччини з боротьби 2003                           | Німеччина | жіноча боротьба, до 55 кг | 13     |
| Austrian Ladies Open 2003                                    | Німеччина | жіноча боротьба, до 55 кг | 11     |
| Тестовий турнір FILA 2004                                    | Німеччина | жіноча боротьба, до 55 кг | Бронза |
| Міжнародний меморіал Дейва Шульца 2004                       | Німеччина | жіноча боротьба, до 55 кг | 4      |
| Олімпійський кваліфікаційний турнір з боротьби 2004 (Туніс)  | Німеччина | жіноча боротьба, до 55 кг | 11     |
| Олімпійський кваліфікаційний турнір з боротьби 2004 (Мадрид) | Німеччина | жіноча боротьба, до 55 кг | 21     |
| Гран-прі Німеччини з боротьби 2004                           | Німеччина | жіноча боротьба, до 59 кг | 8      |